# Voléro Le Cannet
Voléro Le Cannet – francuski, żeński klub siatkarski powstały w 2018 r. w wyniku fuzji szwajcarskiego klubu Voléro Zurych i francuskiego ES Le Cannet-Rocheville z bazą w mieście Le Cannet. Od sezonu 2018/2019 występuje w Ligue A.

## Trenerzy
| Sezon     | W klubie        | Imię i nazwisko |
| --------- | --------------- | --------------- |
| 2018/2019 |                 | Avital Selinger |
| 2019/2020 | Lorenzo Micelli |                 |
| 2020/2021 | Lorenzo Micelli |                 |
| 2021/2022 | Lorenzo Micelli |                 |
| 2022/2023 | do 03.02.2023   | Milan Gršić     |
| 2022/2023 | od 03.02.2023   | Mladen Kašić    |
| 2023/2024 |                 | Danilo Pejović  |

## Bilans sezon po sezonie
| Sezon     | Rozgrywki ligowe                                                         | Puchar Francji | Europejskie puchary          | Europejskie puchary |
| Sezon     | Miejsce                                                                  | Puchar Francji | Rozgrywki klubowe            | Osiągnięcie         |
| --------- | ------------------------------------------------------------------------ | -------------- | ---------------------------- | ------------------- |
| 2018/2019 | 3. miejsce                                                               | 1/8 finału     | Puchar Challenge (2018/2019) | półfinał            |
| 2019/2020 | rozgrywki przerwano z powodu rozprzestrzenia się koronawirusa we Francji | 2. miejsce     | Puchar CEV (2019/2020)       | awans do półfinału  |
| 2020/2021 | 4. miejsce                                                               | 1/8 finału     | Puchar CEV (2020/2021)       | 1/8 finału          |
| 2021/2022 | 1. miejsce                                                               | 1. miejsce     | Puchar CEV (2021/2022)       | ćwierćfinał         |
| 2022/2023 | 1. miejsce                                                               | 1/8 finału     | Liga Mistrzyń (2022/2023)    | runda play-off      |
| 2023/2024 |                                                                          |                | Liga Mistrzyń (2023/2024)    |                     |

Poziom rozgrywek:
     pierwszy, najwyższy ogólnokrajowy
     drugi
     trzeci
     czwarty
     piąty

## Sukcesy
Puchar Francji:
- 2022

Mistrzostwo Francji:
- 2022, 2023

Superpuchar Francji:
- 2023[17]

## Kadra

### Sezon 2023/2024[18]
| Nr | Imię i nazwisko                     | Data ur.   | Wzrost | Pozycja               |
| -- | ----------------------------------- | ---------- | ------ | --------------------- |
| 1  | Izabela Štimac                      | 12.11.2000 | 171    | libero                |
| 2  | Maéva Schalk                        | 14.12.2005 | 182    | przyjmująca           |
| 3  | Wiktorija Russu                     | 16.02.1999 | 194    | atakująca             |
| 4  | Wiktorija Kobzar (do 01.11.2023)    | 16.10.2004 | 184    | rozgrywająca          |
| 5  | Maša Kirov                          | 16.08.2005 | 189    | środkowa              |
| 6  | Lucie Dekeukelaire                  | 26.05.1993 | 175    | libero                |
| 7  | Anna Kotikowa                       | 13.10.1999 | 186    | przyjmująca           |
| 8  | Ewa Janewa                          | 31.07.1985 | 186    | przyjmująca           |
| 9  | Rūta Staniulytė                     | 14.08.1998 | 190    | środkowa              |
| 10 | Emma Malinov                        | 09.05.2003 | 175    | rozgrywająca          |
| 11 | Jelizaweta Koczurina                | 01.10.2002 | 190    | środkowa              |
| 12 | Alina Popowa                        | 04.01.2005 | 186    | przyjmująca           |
| 13 | Vanja Savić                         | 13.05.2002 | 190    | atakująca             |
| 15 | Maria Tabacuks                      | 10.02.2007 | 186    | przyjmująca           |
| 16 | Marija Borčić (od 22.12.2023)       | 24.10.1999 | 179    | rozgrywająca          |
| 17 | Anastasija Ljaszko                  | 17.02.2005 | 197    | środkowa              |
| 18 | Tiyana Cissé                        | 21.07.2005 | 186    | atakująca             |
| 19 | Da-Yeong Lee                        | 15.10.1996 | 179    | rozgrywająca          |
|    | Brankica Mihajlović (od 28.01.2024) | 13.04.1991 | 191    | przyjmująca/atakująca |

### Sezon 2022/2023[20]
| Nr | Imię i nazwisko            | Data ur.   | Wzrost | Pozycja      |
| -- | -------------------------- | ---------- | ------ | ------------ |
| 1  | Milka Marcília             | 18.07.1994 | 190    | środkowa     |
| 2  | Maéva Schalk               | 14.12.2005 | 182    | przyjmująca  |
| 4  | Wiktorija Kobzar           | 16.10.2004 | 184    | rozgrywająca |
| 5  | Simin Wang                 | 13.12.1997 | 166    | libero       |
| 7  | Anna Kotikowa              | 13.10.1999 | 186    | przyjmująca  |
| 8  | Ewa Janewa                 | 31.07.1985 | 186    | przyjmująca  |
| 9  | Rūta Staniulytė            | 14.08.1998 | 190    | środkowa     |
| 10 | Anna Maria Bajde           | 08.12.1994 | 181    | rozgrywająca |
| 11 | Jelizaweta Koczurina       | 01.10.2002 | 190    | środkowa     |
| 12 | Alina Popowa               | 04.01.2005 | 186    | przyjmująca  |
| 13 | Vanja Savić                | 13.05.2002 | 190    | atakująca    |
| 14 | Chloé Mayer                | 28.07.1997 | 188    | środkowa     |
| 15 | Maria Tabacuks             | 10.02.2007 | 186    | przyjmująca  |
| 16 | Ana Jaksić (od 13.01.2023) | 10.03.1998 | 178    | rozgrywająca |
| 17 | Tatjana Simanichina        | 05.12.1998 | 169    | libero       |
| 21 | Wita Akimowa               | 16.07.2002 | 197    | atakująca    |

### Sezon 2021/2022[22]
| Nr | Imię i nazwisko                | Data ur.   | Wzrost | Pozycja      |
| -- | ------------------------------ | ---------- | ------ | ------------ |
| 1  | Sherridan Atkinson             | 19.11.1996 | 198    | atakująca    |
| 4  | Giulia Carraro                 | 25.07.1994 | 175    | rozgrywająca |
| 5  | Tessa Polder                   | 10.10.1997 | 190    | środkowa     |
| 6  | Pauline Martin                 | 20.10.1995 | 188    | środkowa     |
| 7  | Maja Aleksić                   | 06.06.1997 | 188    | środkowa     |
| 8  | Ewa Janewa                     | 31.07.1985 | 186    | przyjmująca  |
| 9  | Nina Stojiljkovic              | 01.09.1996 | 179    | rozgrywająca |
| 10 | Francesca Parlangeli           | 23.02.1990 | 164    | libero       |
| 11 | Heidy Casanova (od 01.03.2022) | 06.11.1998 | 184    | atakująca    |
| 12 | Karin Palgutová                | 12.02.1993 | 188    | przyjmująca  |
| 13 | Vanja Savić                    | 13.05.2002 | 190    | atakująca    |
| 14 | Chloé Mayer                    | 28.07.1997 | 188    | środkowa     |
| 15 | Antonela Fortuna               | 10.05.1995 | 175    | przyjmująca  |
| 16 | Michaela Mlejnková             | 26.07.1996 | 184    | przyjmująca  |
| 17 | Tatjana Simanichina            | 05.12.1998 | 169    | libero       |
| 20 | Karolina Kibbermann            | 14.02.2002 | 177    | rozgrywająca |

### Sezon 2020/2021[23]
| Nr | Imię i nazwisko      | Data ur.   | Wzrost | Pozycja               |
| -- | -------------------- | ---------- | ------ | --------------------- |
| 1  | Aleksandra Georgiewa | 15.02.2002 | 195    | przyjmująca           |
| 2  | Maéva Schalk         | 14.12.2005 | 182    | przyjmująca           |
| 3  | Michaela Abrhámová   | 31.08.1993 | 189    | środkowa              |
| 5  | Liis Kullerkann      | 02.05.1991 | 191    | środkowa              |
| 6  | Déborah Ortschitt    | 10.06.1987 | 165    | libero                |
| 7  | Ronika Stone         | 07.06.1998 | 187    | środkowa              |
| 8  | Ewa Janewa           | 31.07.1985 | 186    | przyjmująca           |
| 9  | Natalya Məmmədova    | 02.12.1984 | 195    | przyjmująca/atakująca |
| 10 | Anastasija Kornienko | 09.09.1992 | 182    | rozgrywająca          |
| 11 | Sara Sakradžija      | 25.03.1994 | 186    | przyjmująca           |
| 14 | Nia Reed             | 27.06.1996 | 188    | atakująca             |
| 15 | Joyce Agbolossou     | 15.01.2002 | 183    | przyjmująca           |
| 16 | Amandine Giardino    | 30.03.1995 | 172    | libero                |
| 17 | Dana Schmit          | 20.07.1997 | 179    | rozgrywająca          |
| 18 | Dalila Palma         | 18.11.1999 | 182    | atakująca             |

### Sezon 2019/2020
| Nr | Imię i nazwisko      | Data ur.   | Wzrost | Pozycja      |
| -- | -------------------- | ---------- | ------ | ------------ |
| 1  | Bojana Celić         | 20.06.1990 | 178    | przyjmująca  |
| 2  | Florencia Aguirre    | 14.05.1989 | 193    | środkowa     |
| 3  | Michaela Abrhámová   | 31.08.1993 | 189    | środkowa     |
| 4  | Ewa Janewa           | 31.07.1985 | 186    | przyjmująca  |
| 5  | Oleksandra Bitsienko | 23.11.1995 | 192    | przyjmująca  |
| 6  | Déborah Ortschitt    | 10.06.1987 | 165    | libero       |
| 7  | Olena Hasanova       | 25.11.1995 | 188    | środkowa     |
| 8  | Petja Barakowa       | 18.06.1994 | 180    | rozgrywająca |
| 9  | Liset Herrera Blanco | 06.12.1998 | 192    | środkowa     |
| 10 | Anastasija Kornienko | 09.09.1992 | 182    | rozgrywająca |
| 11 | Katarina Jović       | 01.10.1999 | 191    | przyjmująca  |
| 14 | Anna Łazariewa       | 31.01.1997 | 190    | atakująca    |
| 16 | Amandine Giardino    | 30.03.1995 | 172    | libero       |
| 18 | Dalila Palma         | 18.11.1999 | 182    | atakująca    |

### Sezon 2018/2019

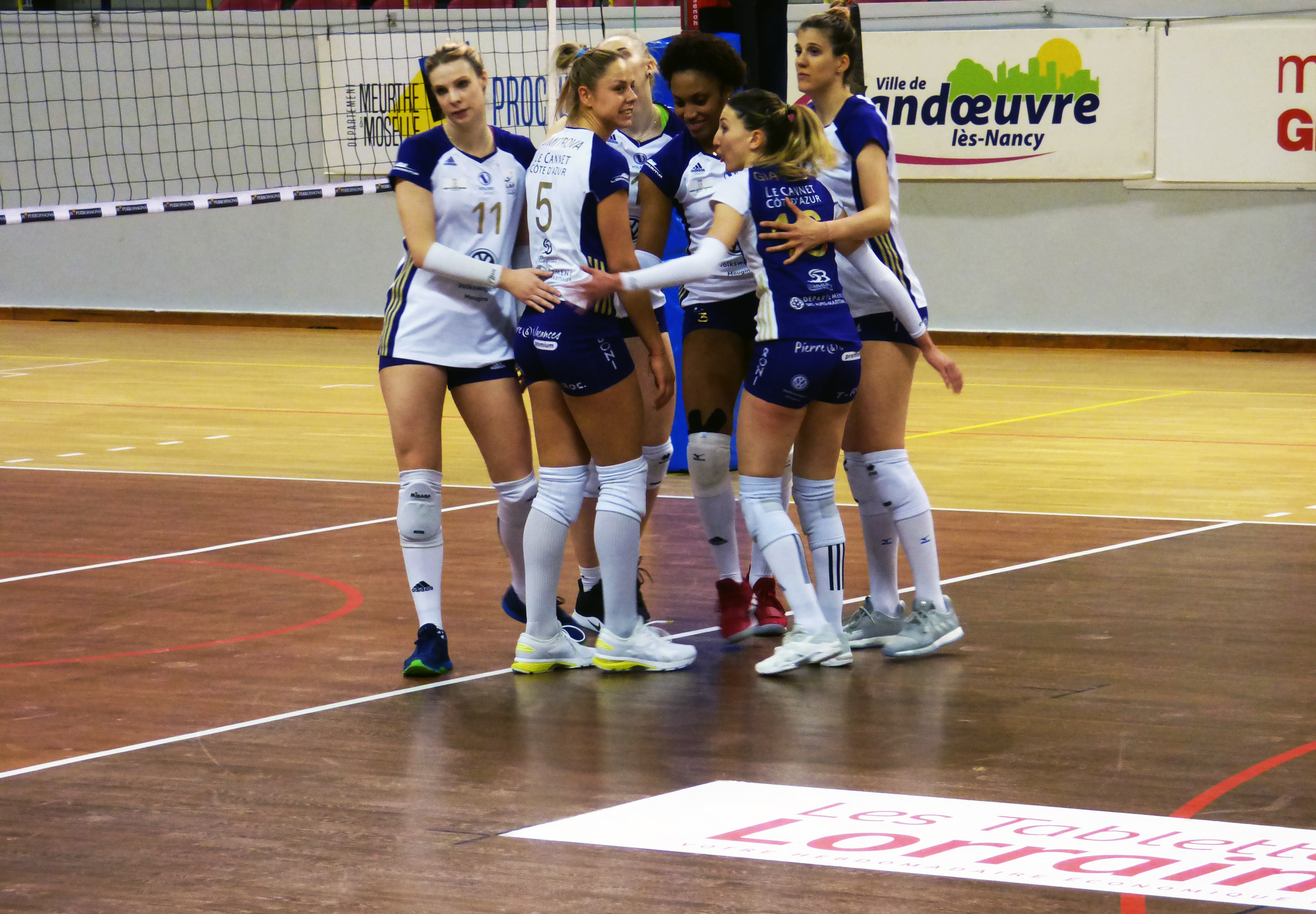
Zawodniczki Voléro Le Cannet w sezonie 2018/2019

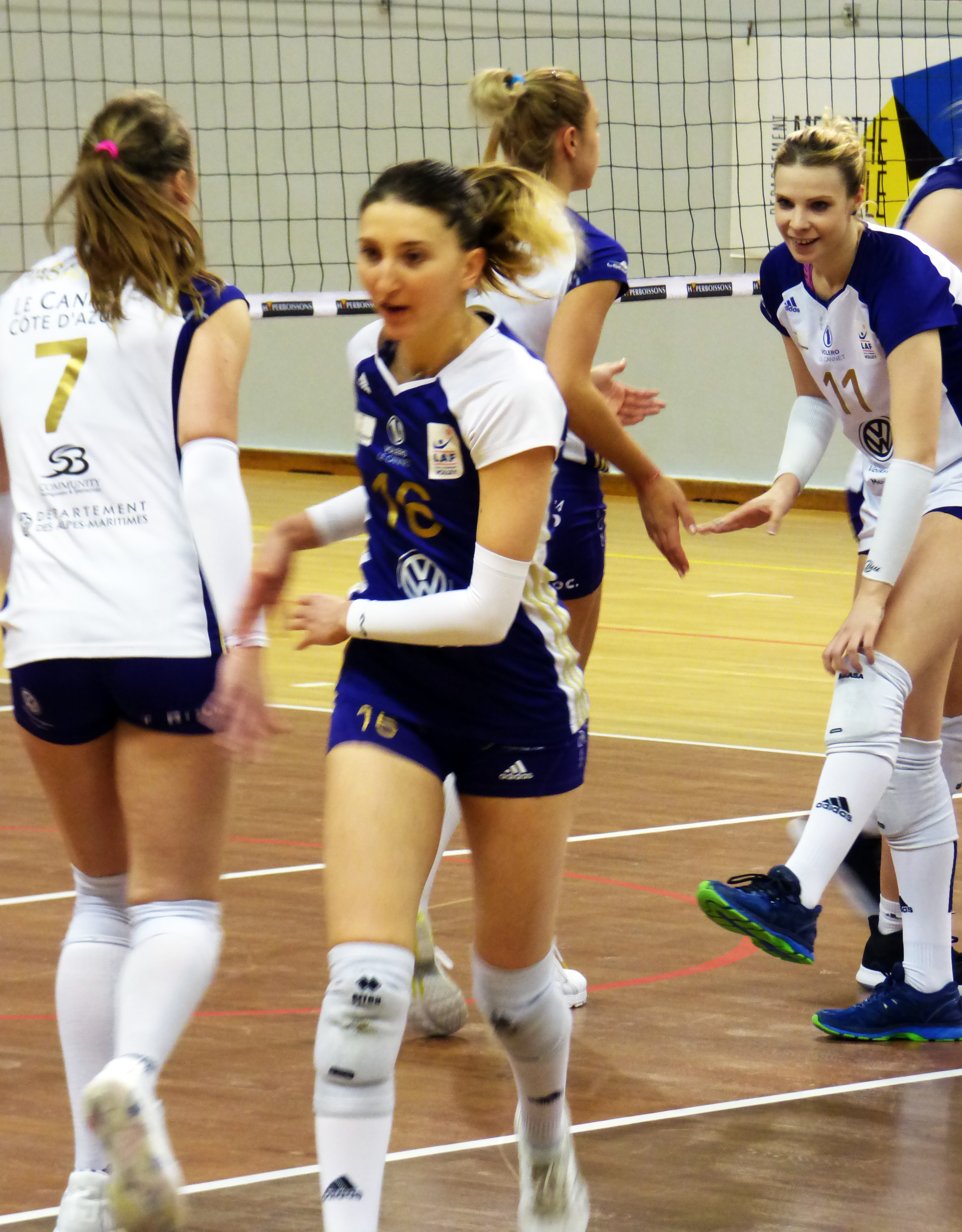
Zawodniczki Voléro Le Cannet w sezonie 2018/2019

| Nr | Imię i nazwisko      | Data ur.   | Wzrost | Pozycja               |
| -- | -------------------- | ---------- | ------ | --------------------- |
| 1  | Angielina Łazarienko | 13.04.1998 | 193    | środkowa              |
| 3  | Heydi Casanova       | 06.11.1998 | 184    | przyjmująca           |
| 4  | Nancy Carrillo       | 11.01.1986 | 190    | atakująca             |
| 5  | Gergana Dimitrowa    | 22.08.1996 | 183    | przyjmująca           |
| 6  | Déborah Ortschitt    | 10.06.1987 | 165    | libero                |
| 7  | Olena Hasanova       | 25.11.1995 | 188    | środkowa              |
| 8  | Mira Todorowa        | 12.04.1994 | 187    | środkowa              |
| 9  | Liset Herrera Blanco | 06.12.1998 | 192    | środkowa              |
| 10 | Ana Bjelica          | 03.04.1992 | 190    | atakująca             |
| 11 | Eva Mori             | 13.03.1996 | 186    | rozgrywająca          |
| 12 | Rosir Calderón Díaz  | 28.12.1984 | 191    | przyjmująca/atakująca |
| 13 | Anastasija Kornienko | 09.09.1992 | 182    | rozgrywająca          |
| 16 | Amandine Giardino    | 30.03.1995 | 172    | libero                |
| 17 | Laura Unternährer    | 11.07.1993 | 177    | przyjmująca           |